# 猜猜谁来吃晚餐
《猜猜谁来吃晚餐》（英語：Guess Who's Coming to Dinner，又译《男生女生黑白配》）是於1967年上映的一部直接描写种族通婚对家庭成员所产生冲击和影响的美国电影，由斯坦利·克雷默执导及担任制片人，由史賓塞·屈賽、西德尼·波蒂埃、凯瑟琳·赫本和凯瑟琳的侄女凯瑟琳·休斯顿主演，对当时的美国社会非常敏感的重大议题表示了非常乐观和积极的看法，对美国社会引起了强烈的冲击。
《猜猜谁来吃晚餐》是史賓塞·屈賽与凯瑟琳·赫本这对银幕老搭挡的第9次也是最后一次合作，史宾塞在影片拍摄完成仅17天后，于1967年6月10日去世。凯瑟琳因此从来没有看过整部完成的电影，她表示对史宾塞的回忆实在太让人难受。影片最终于当年12月12日上映。

## 历史背景
1967年6月前，种族通婚在美国的绝大多数州都是非法的，當時全國仍有17个州，其中包括绝大多数的南方州份，以及如德克萨斯州、佛罗里达州等的人口大州这样规定。
1967年6月12日，即史賓塞·屈賽逝世两天后，联邦最高法院对洛文诉弗吉尼亚州案388 U.S. 1 (1967)作出判决，宣布所有州中的反异族通婚法违宪而无效，这才彻底结束了美国部分州禁止种族通婚的历史。

## 剧情

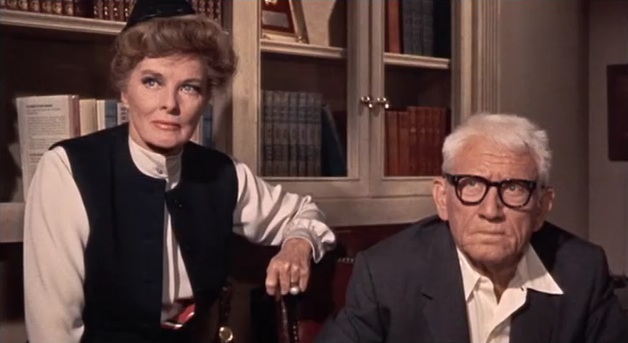
凯瑟琳·赫本与史賓塞·屈賽在片中扮演一对夫妇克里斯蒂娜和马特

乔安纳·“乔伊”·德雷顿（英語：Joanna "Joey" Drayton，凯瑟琳·休斯顿饰）是一位白人大姑娘，在夏威夷时她认识并爱上了一位黑人青年小伙子约翰·普伦蒂斯（英語：John Prentice，西德尼·波蒂埃饰）。由于知道自己的父亲马特（史賓塞·屈賽饰）和母亲克里斯蒂娜（凯瑟琳·赫本饰）都是很开明的人，并痛恨社会上的种族主义风气，因此这天她决定要将未婚夫带回家与父母见面。而在見過父母之並共進晚餐後，他們即將出國結婚。
可是马特和克里斯蒂娜虽然都反对种族歧视，但却压根儿没想到过自己的女儿会嫁给一位黑人。令局面更形複雜的是，天真爛漫的喬伊還約了約翰的父母一道參與晚餐，而他們兩人也都不知道自己兒子的對象是異族，且兩人只有一頓晚飯的時間思考並表達看法。约翰的母親並沒有太多意見，但父亲则是位思想传统的黑人，觉得自己的儿子不应该無視於異族通婚所引來的目光。克里斯汀娜樂於見到女兒有好的歸宿，在得知丈夫基於現實理由將提出反對時，打算維護女兒的幸福，並希望家族老友能幫忙。甚至德雷頓家的黑人僕役也把約翰當成想矇混過關的同族小子，對他不以為然。大家各懷心事，又都不想破壞表面和諧。这一天似乎变得特别的漫长，即将成为一家人的两家人们会如何度过呢？

## 演员表
- 史賓塞·屈賽饰马特·德雷顿
- 西德尼·波蒂埃饰小约翰·韦德·普伦蒂斯医生
- 凯瑟琳·赫本饰克里斯蒂娜·德雷顿
- 凯瑟琳·休斯顿（英语：Katharine Houghton）饰乔安娜·“乔伊”·德雷顿
- 西席尔·凯拉维（英语：Cecil Kellaway）饰麦克·瑞恩主教
- 比婭·理查茲饰玛丽·普伦蒂斯
- 罗伊·E·格伦（英语：Roy E. Glenn）老约翰·普伦蒂斯

## 制作
主创人员名单
- 制片人：斯坦利·克雷默
- 助理制片人：乔治·格拉斯（英语：George Glass）
- 导演：斯坦利·克雷默
- 助理导演：雷·哥斯内尔（Ray Gosnell）
- 剧本原著：威廉·罗斯
- 摄影：山姆·李维特
- 特效效果：格扎·加斯帕（Geza Gaspar）
- 艺术指导：罗伯特·克拉沃斯（英语：Robert Clatworthy）
- 室内装饰：弗兰克·图特尔（英语：Frank Tuttle (set decorator)）
- 配乐：弗兰克·德沃尔
- 录音：罗伯特·马丁（英语：Robert Martin (sound engineer)）、查尔斯·J·赖斯（Charles J. Rice）
- 剪辑：罗伯特·C·琼斯
- 服装设计：乔·金（Joe King）

据导演斯坦利所说，他和编剧威廉有意要在这部影片中打破人们对种族认识的刻板印象。片中由西德尼·波蒂埃扮演的年轻医生角色被设计得近乎完美，因此唯一能够做为反对他与女方成婚的理由只可能是种族歧视。比如说女方认识男方还只有10天，他刚从一家著名学府毕业后就投身到了非洲的医疗事业中，尽管女方愿意，但他却拒绝发生婚前性行为，甚至在未来岳父家中打了一个长途电话后也会在桌上留下钱作为补偿。
斯坦利与威廉一共只用了5个星期时间就完成了影片的拍摄脚本，他表示，片中的几位主要演员对影片的目标是如此的深信不疑，以至于都还没有看到剧本就同意出演这部电影。之后影片于1967年1月开拍，并在5月26日拍摄完成。

## 发行
《猜猜谁来吃晚餐》于1968年1月1日在剧场进行了首映并归类为严肃喜剧片。影片于1987年12月12日发行了录像带以纪念影片发行20周年。2001年5月22日，影片发行了DVD。

## 反响
1968年，《猜猜谁来吃晚餐》在美国各地上映并且均在商业获得了成功，这其中甚至包括了几乎所有南方的州，因为传统上电影公司一般会认为这些州的观众不会愿意走进电影院去看任何有黑人主演的电影。但本片的成功让这样的想法从此成为了历史。同时这也是西德尼主演并于1967年上映的第3部获得了很大票房成功的电影，其上映前后时间间隔不到半年，并且其角色都涉及到了种族方面的问题。
《纽约时报》的弗兰克·里奇在其2008年11月的一篇文章中写道，《猜猜谁来吃晚餐》经常被贴上自由派的标签，但这其中最具争议的焦点应该是波蒂埃扮演的这个角色，这个未来女婿有着光辉的前景，性格、品德、经历等各个方面都完美无缺，很多人都认为丈人和女婿之间原有的这些问题肯定都会得到妥善的结果，电影也会有一个无比圆满的大结局。因为波蒂埃的这个角色实在太完美太可敬太可爱太得体了。有些人甚至认为老丈人家里或许会因为他太过完美了而不能接受了吧。
泰德·威克（Ted Wick）在其1995年的一篇评论文章中，评价本片是一部“值得反复欣赏的电影。而劳伦斯·凡·格尔德也在其发布在《纽约时报》上的一篇评论文章中认为时至今日，本片仍然不失为一部富有深度的喜剧佳作，更重要的是，它还是对爱情的一曲颂歌。

## 奖项与荣誉

### 获奖
《猜猜谁来吃晚餐》获奖了两座学院奖和两座英国电影学院奖：
- 第40届学院奖：女主角、原著剧本
- 英国电影学院奖最佳男主角、女主角、联合国奖（导演获奖）
- 意大利电影金像奖最佳外语片、外国男主角、外国女主角

### 提名
- 第40届学院奖：最佳影片、导演、男主角、男配角、女配角、艺术指导、剪辑、原创配乐
- 第25届金球奖：最佳影片（正剧类）、导演、电影男主角（正剧类）、电影女主角（正剧类）、编剧、电影女配角、最有前途女新人（凯瑟琳·休斯顿）
- 美国导演工会奖杰出电影导演

### 美国影艺协会百年电影史系列评选
- AFI百年电影史百大经典电影：第99位
- AFI百年电影史百大爱情电影：第58位
- AFI百年电影史百大经典台词：
  - 本片中的台词"You think of yourself as a colored man. I think of myself as a man."获得提名[19]
- AFI百年电影史百大激励人心电影：第35位
- AFI百年电影史百大经典电影十周年版：提名[20]

## 细节变动
本片最初上映时其中有两句台词为：“猜猜现在还有谁要来吃晚饭？”（"Guess who's coming to dinner now?"）回答是一句带有嘲讽口气的：“难不成马丁·路德·金么？”（"The Reverend Martin Luther King?"）但是由于1968年4月4日马丁·路德·金遇刺，因此这句台词从之后播放的电影中删除了，到1968年8月时，几乎所有的电影院中播放的本片中都略去了这句台词，到了69年，部分电影拷贝中恢复了这一句台词，不过在影片发行的录像带和DVD中，这句台词均得到了保留。

## 重拍
1975年，斯坦利·克雷默执导了一部本片的电视版重拍片。
2003年，喜剧演员丹尼尔·鲁塔兹出版了一本名为"Tabu"的剧本，这个剧本几乎是对《猜猜谁来吃晚餐》进行了彻头彻尾的抄袭和滑稽模仿。其中的一对恋人不仅是不同种族，而且男方40岁而女方年仅12岁，更恶劣的是，两人还是兄妹......
2005年的喜剧片《黑面外父》也是本片的一部翻拍片，甚至片名都是直接截取本片片名的前两个单词（"guess who"），而其中男方是白人，女方是黑人也与本片相反。不过由于时代的变迁，种族通婚在美国社会早已不是什么值得一提的事情，因为该片的重心则是放在了岳父大人对女婿的百般刁难上，完全是一部走轻松路线的喜剧片。
爱尔兰作家罗迪·道伊尔于2008年出版的一个与本片同名的短篇小说中讲述一个爱尔兰姑娘将一位来自尼日利亚的移民男子带回家面见父母的故事。